# Suzanápolis
Suzanápolis este un oraș în São Paulo (SP), Brazilia.